# Gerichtsbezirk Schatzlar
Der Gerichtsbezirk Schatzlar (tschechisch: soudní okres Žacléř) war ein dem Bezirksgericht Schatzlar unterstehender Gerichtsbezirk im Kronland Böhmen. Er umfasste Gebiete im Norden Böhmens. Zentrum und Gerichtssitz des Gerichtsbezirks war die Stadt Schatzlar (Žacléř). Das Gebiet gehörte seit 1918 zur neu gegründeten Tschechoslowakei und ist seit 1991 Teil der Tschechischen Republik.

## Geschichte
Die ursprüngliche Patrimonialgerichtsbarkeit wurde im Kaisertum Österreich nach den Revolutionsjahren 1848/49 aufgehoben. An ihre Stelle traten die Bezirks-, Landes- und Oberlandesgerichte, die nach den Grundzügen des Justizministers geplant und deren Schaffung am 6. Juli 1849 von Kaiser Franz Joseph I. genehmigt wurde. Der Gerichtsbezirk Schatzlar gehörte zunächst zum Kreis Königgrätz und umfasste 1854 die 10 Katastralgemeinden Bernsdorf, Bober, Brettgrund, Königshan, Krinsdorf, Lampersdorf, Potschendorf, Schatzlar, Schwarzwasser und Wernsdorf. Der Gerichtsbezirk Schatzlar bildete im Zuge der Trennung der politischen von der judikativen Verwaltung ab 1868 gemeinsam mit den Gerichtsbezirken Trautenau (Trutnov) und Marschendorf (Horní Maršov) den Bezirk Trautenau.
Im Gerichtsbezirk Schatzlar lebten 1869 8.725 Menschen 1900 waren es 10.686 Personen. Der Gerichtsbezirk Schatzlar wies 1910 eine Bevölkerung von 10.700 Personen auf, von denen 9.930 Deutsch (92,8 %) und 516 Tschechisch (4,8 %) als Umgangssprache angaben. Im Gerichtsbezirk lebten zudem 254 Anderssprachige oder Staatsfremde.
Durch die Grenzbestimmungen des am 10. September 1919 abgeschlossenen Vertrages von Saint-Germain kam der Gerichtsbezirk Schatzlar vollständig zur neugegründeten Tschechoslowakei, wobei die Gerichtseinteilung bis 1938 im Wesentlichen bestehen blieb. Nach dem Münchner Abkommen wurde das Gebiet dem Landkreis Trautenau zugeschlagen. Nach dem Zweiten Weltkrieg gehörte das Gebiet zum Okres Trutnov, dessen Behörden jedoch im Zuge einer Verwaltungsreform 2003 ihre Verwaltungskompetenzen verloren. Diese werden seitdem von den Gemeinden bzw. dem Královéhradecký kraj, zu dem das Gebiet um Schatzlar seit Beginn des 21. Jahrhunderts gehört, wahrgenommen.

## Gerichtssprengel
Der Gerichtssprengel umfasste Ende 1914 die neun Gemeinden Bernsdorf (Bernartice), Bober (Bobr), Brettgrund (Prkenný Důl), Königshan (Královec), Krinsdorf (Křenov), Lampersdorf (Lampertice), Potschendorf (Bečkov), Schatzlar (Žacléř) und Schwarzwasser (Černá Voda).